# گرسنگی (فیلم ۱۹۸۶)
گرسنگی (انگلیسی: Hunger) یک فیلم است که در سال ۱۹۸۶ منتشر شد.